# ルース・ホワイト
ルース・パトリシア・ホワイト（Ruth Patricia White、1914年4月24日 – 1969年12月3日）は、舞台、映画、テレビで活躍したアメリカ合衆国の女優。エミー賞、オビー賞を受賞し、トニー賞にノミネートされた。

## 生い立ち
アイルランド系カトリック教徒としてニュージャージー州パースアンボイで生涯を過ごした。セント・メアリー高校（St. Mary's High School）に通い、1935年にニュージャージー女子大学（現在のラトガーズ大学ダグラス・レジデンシャル・カレッジ）を卒業、文学の学士号を取得した。故郷に近いニューヨーク市で演技の経験を積みながら、シートン・ホール大学で演技と演劇を教えた。同時期、マリア・オースペンスカヤから演技を学んでもいた。

## 初期の経歴
1940年、ケープ・メイ・プレイハウスの見習いとして演技のキャリアを開始した。第二次世界大戦の終盤、アラスカとアリューシャン列島で6か月間を過ごし、USO劇団のツアーに参加した。1948年から5年間、バックス郡プレイハウスの専属主演女優を務めた。
1949年、舞台『The Ivy Green』でブロードウェイデビューを果した。

## 経歴の中断と復帰
ホワイトの経歴は、病気療養中の母親を看護していた1950年代後半に滞りをみせる。その後、サミュエル・ベケット (『Happy Days』) とエドワード・オールビー (『Malcolm』と『Box』) のオフ・ブロードウェイの演劇に出演。1968年、ハロルド・ピンターの『しあわせな日々』で、トニー賞にノミネートされた。
彼女の映画出演の中には、フレッド・ジンネマン監督の『尼僧物語』（1959年）のマザー・マルセラ役や、ロバート・マリガン監督の『アラバマ物語』（1962年）で早熟な子供たちジェム、スカウト、ディルをどなりつける意地悪で年老いたデュボース夫人役がある。1960年代の終わりにはニューヨークで最も高く評価され、需要のある性格女優の1人となり、『奴らを高く吊るせ!』（1968年）、『殺しの接吻』（1968年）、『真夜中のカーボーイ』（1969年）などに出演した。
最後の出演映画は、彼女の死去から14か月後に公開された『幸せをもとめて』（1971年）であった。

## 受賞
1962年、舞台『しあわせな日々』で「際立った演技を見せた女優」としてオビー賞を受賞。
1964年、ホールマーク・ホール・オブ・フェイムのテレビ映画『Little Moon of Alban』の演技によりプライムタイム・エミー賞 ドラマ・シリーズ部門 助演女優賞を受賞。

## 死去
生涯未婚であったホワイトは、1969年12月3日に55歳で癌により死去した。兄弟のリチャードとチャールズ、姉妹のジュヌビエーブ・ドリスコル夫人が残された。パース・アンボイ教師組合ローカル857の会長を務めた、もう1人の姉妹であるメアリー・セシル・ホワイトは彼女より以前に亡くなっていた。

## フィルモグラフィー
| 映画      | 映画                                | 映画                 | 映画                            | 映画                                                            |
| 年        | 原題                                | 邦題                 | 役名                            | 備考                                                            |
| --------- | ----------------------------------- | -------------------- | ------------------------------- | --------------------------------------------------------------- |
| 1957      | Edge of the City                    | 暴力波止場           | キャサリン・ノードマン          |                                                                 |
| 1959      | The Nun's Story                     | 尼僧物語             | マザー・マルセラ                |                                                                 |
| 1962      | To Kill a Mockingbird               | アラバマ物語         | デュボース夫人                  |                                                                 |
| 1965      | Baby the Rain Must Fall             | ハイウェイ           | クララ                          |                                                                 |
| 1965      | A Rage to Live                      | 生きる情熱           | バノン夫人                      |                                                                 |
| 1966      | Cast a Giant Shadow                 | 巨大なる戦場         | ミセス・チェイソン              |                                                                 |
| 1967      | Up the Down Staircase               | 下り階段をのぼれ     | ベアトリス                      |                                                                 |
| 1967      | The Tiger Makes Out                 |                      | ミセス・ケリー                  |                                                                 |
| 1968      | No Way To Treat A Lady              | 殺しの接吻           | ヒメル夫人                      |                                                                 |
| 1968      | A Lovely Way to Die                 | ボディガード         | 料理人ビディ                    |                                                                 |
| 1968      | Hang 'Em High                       | 奴らを高く吊るせ!    | マダム・“ピーチズ”・ソフィ      |                                                                 |
| 1968      | Charly                              | まごころを君に       | ミセス・アップル                |                                                                 |
| 1969      | Midnight Cowboy                     | 真夜中のカーボーイ   | サリー・バック                  |                                                                 |
| 1969      | The Reivers                         | 華麗なる週末         | レバ                            |                                                                 |
| 1971      | The Pursuit of Happiness            | 幸せをもとめて       | ポッパー夫人                    | （最後の映画出演）                                              |
| テレビ    |                                     |                      |                                 |                                                                 |
| 年        | 原題                                | 邦題                 | 役名                            | 備考                                                            |
| 1949      | The Magic Cottage                   |                      | ベッシー・ブックバインダー      | 初期のデュモント子供向けシリーズ                                |
| 1952      | Captain Video and His Video Rangers |                      | ミセス・ブルフィンチ            | 1エピソード                                                     |
| 1963      | The Twilight Zone                   | トワイライト・ゾーン | ミセス・フォード                | エピソード「落ちた時計」（The Incredible World of Horace Ford） |
| 1963-1965 | The Fugitive                        | 逃亡者               | エディス・ウェイバリー / グラム | 2エピソード                                                     |